# Saufänger

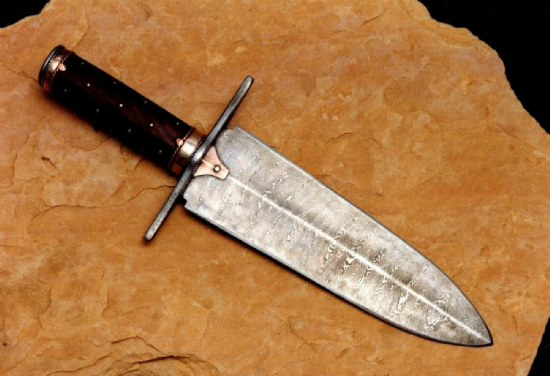
Typische Form eines Saufängers

Der Saufänger ist eine jagdliche Blankwaffe, die als schwerer, breiter, beidseitig geschliffener Dolch dem Abfangen von Schwarzwild dient. Die Notwendigkeit zum Abfangen mit dem Saufänger kann sich ergeben, wenn das Tier verletzt ist (z. B. durch Verkehrsunfall oder schlechten Schuss) und deshalb schnell von seinen Leiden erlöst werden muss, die Situation aber die Anwendung einer Schusswaffe nicht erlaubt oder ermöglicht.
Dem Saufänger verwandt ist der Hirschfänger.